# ジョージ・M・ホワイトサイズ
ジョージ・マクレランド・ホワイトサイズ（George  McClelland Whitesides、1939年8月3日 - ）は、アメリカ合衆国ケンタッキー州ルイビル出身の化学者。ハーバード大学教授。核磁気共鳴分光法、有機金属化学、自己組織化分子、ソフトリソグラフィー、微細加工、マイクロ流体工学、ナノテクノロジーなど、多岐に渡る分野での業績で知られている。また、科学論文執筆の際の指針に関する文章でも知られている。2010年11月現在、存命の化学者の中で最も高いh指数を持っている。

## アカデミックキャリア

### 教育
ホワイトサイズはフィリップス・アカデミーの中等学校に通い、1957年に卒業した。1960年にハーバード大学で学士号 (A.B., Bachelor of Arts) を取得し、1964年にカリフォルニア工科大学で化学の博士号 (Ph.D.) を取得した。ジョン・D・ロバーツの指導の下で、ホワイトサイズは大学院において、有機化学における核磁気共鳴分光法（NMR分光法）の利用に着目した研究を行った。他の研究活動の中で、ホワイトサイズは様々な有機化合物におけるスピン・スピンカップリングおよび溶液中でのグリニャール試薬の構造に関する研究を行った。

### MITでの研究
ホワイトサイズは、1963年にマサチューセッツ工科大学 (MIT) でアシスタントプロフェッサーとして独立し、1982年までMITに在籍した。MIT在籍中は、コーリー・ハウス・ポスナー・ホワイトサイズ反応の開発において中心的な役割を果たした。

### ハーバード大学での研究
1982年に、ホワイトサイズは母校であるハーバード大学の化学科に研究室を移した。ハーバード大学では、化学科主任（1986-1989年）およびFaculty of Arts and Sciencesの部次長（associate Dean、1989-1992年）を務めた。

### 現在の研究
ホワイトサイズは、初代のWoodford L. & Ann A. Flowers University Professor（21人しかいないハーバード大学特別教授の1人）に任命されている。現在でも、35人以上の大学院生とポスドク研究員、4名の事務員、560 m2の研究室スペースを持つ活発な研究グループを維持している。ウェブサイトのバイオグラフィによると、ホワイトサイズの現在の研究の興味は、「物理化学および有機化学、物質科学、生物物理学、複雑系、表面科学、マイクロ流体力学、自己組織化、マイクロおよびナノテクノロジー、開発途上国のための科学、生命の起源、細胞表面生化学」である。彼の研究室における唯一かつ第一の目的は、「科学のパラダイムを根本的に変える to fundamentally change the paradigms of science」ことである。一流のホワイトサイズグループ卒業生であるJianghong Raoは、2004年にスタンフォード分子イメージングプログラム (molecular imaging program at stanford, MIPS) を設立し、BRETやFRETの分野で質の高い論文を発表している。

## 方針および公務
科学研究を越えて、ホワイトサイズは公務においても活発である。ホワイトサイズは、科学と技術分野におけるアメリカの競争力について対応した米国アカデミーの報告書 "Rising Above the Gathering Storm" に関わった。2002年に、イギリスの大学における化学研究の状況を国際的に評価する委員会の委員長を務めた。これは現在、ホワイトサイズレポートとして知られる報告書に要約されている。ホワイトサイズは、アメリカ国立科学財団、アメリカ航空宇宙局 (NASA)、アメリカ国防総省の諮問委員会の委員を務めた。また、1984年から様々な立場で米国アカデミー米国研究評議会にも参加している。これは、テロ対策における科学技術や情報コミュニティーにおけるナノテクノロジーに関する委員会を含む。

## 業績
ホワイトサイズが発表した学術論文は950以上に上り、50以上の特許の発明者となっている。トムソンISIによる1981年から1997年までに最も論文が引用された化学者100人のうち、第5位である。ホワイトサイズは12以上の企業の共同創業者であり、合計した時価総額は200億ドルを越える。これらの企業は、Genzyme、GelTex、Theravance、Surface Logix、Nano-Terra、WMR Biomedicalなどである。ホワイトサイズは、これまで300人以上の大学院生、ポスドク、客員研究員を指導している。また、アンゲヴァンテ・ケミー、Chemistry & Biology、Smallなどを含むいくつかの学術雑誌の編集顧問委員を務めている。
ホワイトサイズは、アメリカ芸術科学アカデミー、米国科学アカデミー、全米技術アカデミーの会員である。また、アメリカ科学振興協会フェローを務めている。

## 主な受賞歴
- 1975年 - ACS純粋化学賞（ACS）
- 1983年 - レムセン賞（ACS）
- 1995年 - アーサー・C・コープ賞（ACS）
- 1998年 - アメリカ国家科学賞
- 1999年 - アーサー・K・ドーリットル賞
- 2000年 - フォン・ヒッペル賞
- 2003〜2005年 - トムソン・ロイター引用栄誉賞
- 2003年 - 京都賞先端技術部門
- 2004年 - ディクソン賞科学部門
- 2004年 - ガベイ賞
- 2004年 - パラケルスス賞
- 2005年 - ライナス・ポーリング賞（ACS）
- 2005年 - ウェルチ化学賞
- 2005年 - ダン・デイヴィッド賞
- 2007年 - プリーストリー賞（ACS）
- 2007年 - アメリカ化学者協会ゴールドメダル
- 2008年 - アストゥリアス皇太子賞学術・技術研究部門
- 2009年 - ベンジャミン・フランクリン・メダル[7]
- 2011年 - キング・ファイサル国際賞
- 2011年 - F・A・コットン・メダル
- 2013年 - IRIメダル
- 2022年 - カヴリ賞ナノサイエンス部門

その他、多くの賞を受賞している。　

## 私生活
ホワイトサイズと妻のバーバラの間には、ジョージ・Tとベンの2人の息子がいる。ジョージ・T・ホワイトサイズは、民主党所属の連邦下院議員（カリフォルニア州第27選挙区選出）。長年宇宙分野にたずさわり、米国宇宙協会 (NSS) の事務局長やアメリカ航空宇宙局 (NASA) の首席補佐官 (chief of staff) 、ヴァージン・ギャラクティックのCEOおよび社長を歴任した。ベン・ホワイトサイズは、オレゴン州ポートランドで活動しているロックバンドThe Joggersのリードシンガーおよび作曲家である。